# Pirimidina
La pirimidina és un compost orgànic, semblant al benzè, però amb un anell heterocíclic: dos àtoms de nitrogen substitueixen al carboni a les posicions 1 i 3. Els derivats de la pirimidina s'anomenen pirimidines o derivats pirimidínics.
Tres de les bases dels àcids nucleics (citosina (C), timina (T) i uracil (U), són derivats pirimidínics. A l'ADN, aquestes tres bases formen ponts d'hidrogen amb les seves purines complementàries.

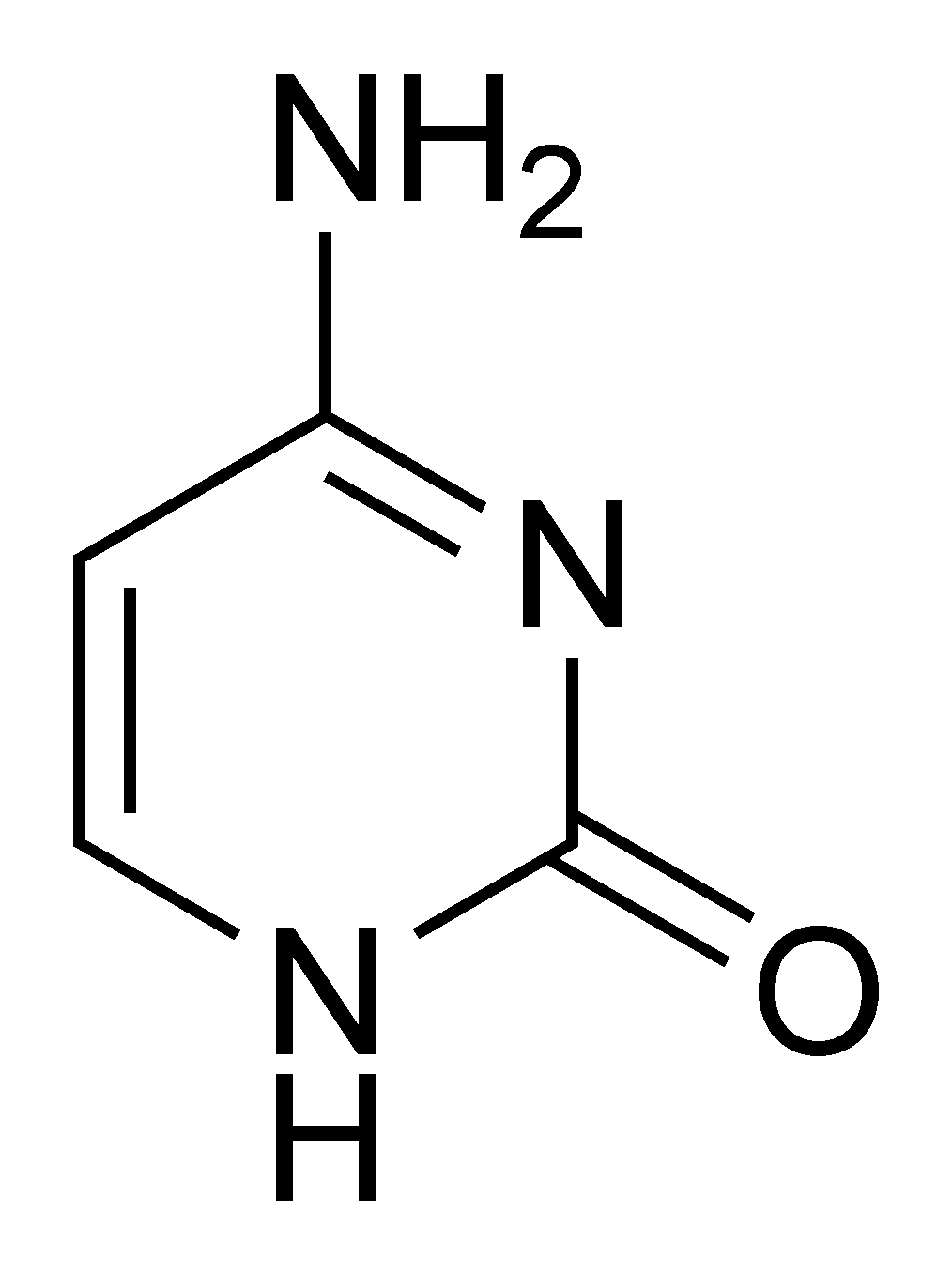
Estructura química de la citosina.
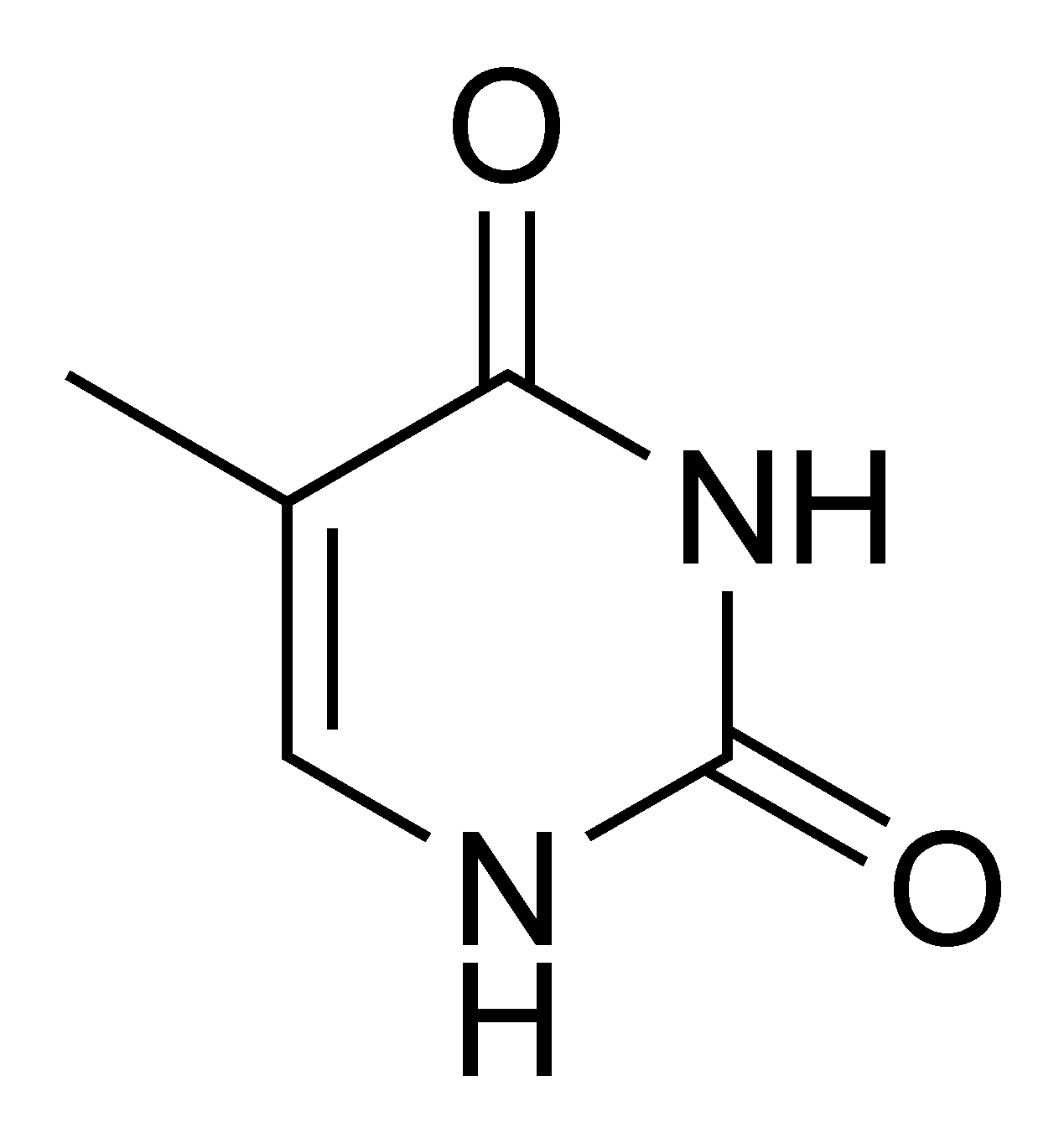
Estructura química de la timina.
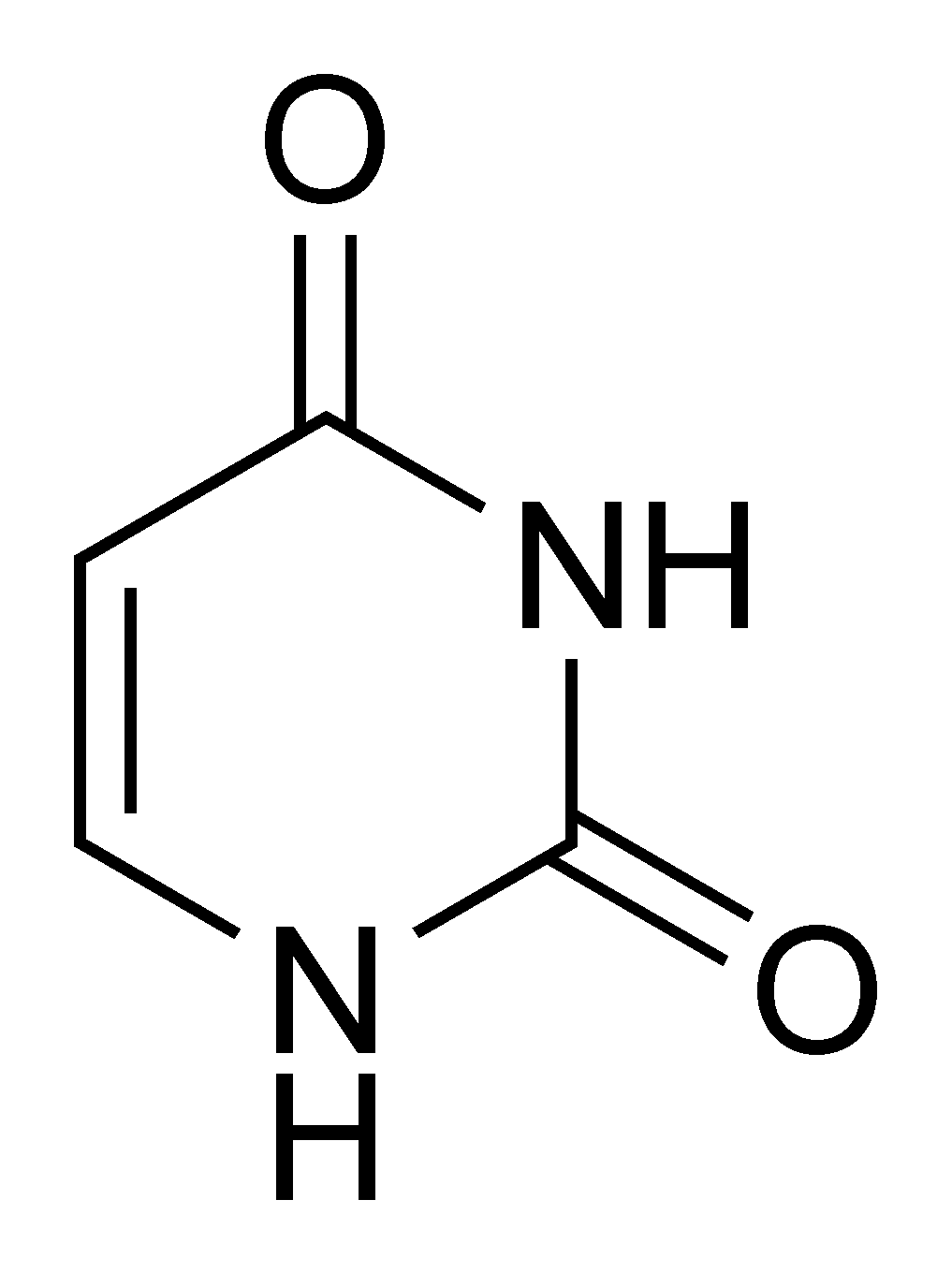
Estructura química de l'uracil.

Les altres dues bases; adenina (A) i guanina (G), són derivats purínics.
```
Purina
 
Pirimidina

A T
G C
```

A l'ARN, la complementària de l'adenina (A) és l'uracil (U), en lloc de la timina (T) 
```
Purina
 
Pirimidina

A U
G C
```